# FC 툰
FC 툰 1898(FC Thun 1898) 또는 FC 툰(FC Thun)은 스위스 툰의 축구 클럽으로, 현재 스위스 슈퍼리그 소속으로 활동하고 있다.
이 팀은 2009–10 스위스 챌린지리그에서 1위를 차지, 스위스 슈퍼리그로 승격되었다.

## 선수 명단

### 현역
참고: FIFA 자격 규정에 따라 소속된 국가대표팀 국기를 표시합니다. 선수는 복수의 FIFA 비회원국 국적을 가지고 있을 수 있습니다.
| 번호 | 포지션 | 국적        | 이름              |
| ---- | ------ | ----------- | ----------------- |
| 18   | FW     | 콩고 공화국 | 크리스토퍼 이바이 |

| 번호 | 포지션 | 국적         | 이름          |
| ---- | ------ | ------------ | ------------- |
| 74   | FW     | 북마케도니아 | 엘민 라스토델 |

## 역대 감독
| 감독                | 임기        |
| ------------------- | ----------- |
| 안드레 에글리       | 1995 ~ 1999 |
| 무라트 야킨         | 2009 ~ 2011 |
| 마우로 루스트리넬리 | 2012        |
| 마우로 루스트리넬리 | 2017        |
| 마우로 루스트리넬리 | 2022 ~      |

## 우승 경력
- 스위스 챌린지리그: 우승 1회 (2009 -10)